# گیاه‌پارچ مانتیکولا
گیاه‌پارچ مانتیکولا (نام علمی: Nepenthes monticola) نام یک گونه از سرده گیاه‌پارچ‌ها که از تعدادی کوه در غرب ارتفاعات مرکزی گینه نو شناخته شده است، جایی که در ارتفاعات ۱۴۰۰ تا ۲۶۲۰ متری از سطح دریا رشد می‌کند. قبل از توصیف آن به‌عنوان یک گونه در سال ۲۰۱۱، گیاه‌پارچ مانتیکولا با گیاه‌پارچ لامی نزدیک به هم شناخته می‌شدند.